# 第五披头士
第五披头士是个非正式称号，曾被授予在不同阶段曾属于披头士乐队的人，或者与约翰·列侬、保罗·麦卡特尼、乔治·哈里森以及林哥·史達关系紧密的人。1963-64年间，披头士乐队开始闻名于全球，媒体很快就编出了第五披头士这一说法。披头士乐队的主要成员都曾就谁该获得第五披头士称号这一问题发表过自己的观点：保罗·麦卡特尼曾两度回答这一问题，在1997年接受英国广播公司采访时，他说乐队经纪人布萊恩·愛普斯坦担得起第五披头士称号；2016年时，他又称唱片制作人乔治·马丁配得上第五披头士称号。乔治·哈里森则在披头士乐队于1988年进入摇滚名人堂时表示只有两个人能称得上是第五披头士：乐队的公关经理德里克·泰勒和乐队曾经的巡回演出经理人、后来的业务主管尼尔·阿斯皮纳尔。
1964年，美国唱片骑师默里·禹·K最先提出第五披头士称号：他在自己的广播节目中为披头士乐队进行了大量宣传、报道，因此自称为第五披头士。其他曾被称作第五披头士的人还包括乐队原本的鼓手皮特·贝斯特、贝斯手斯图尔特·萨克利夫以及键盘手比利·普雷斯顿。